# 갈옹
갈옹(葛雍)은 나관중의 소설 《삼국지연의》에 등장하는 가공인물이다.
관구검의 부하이다. 문흠과 함께 반란을 일으키고 사마사가 은수로 진군해 은교에 주둔시키고 왕기가 군사를 보내 밤낮없이 차지하라면서 늦으면 관구검이 먼저 간다고 하자 사마사가 왕기의 진언에 영채를 세웠다.
관구검이 사마사가 온다는 소식을 듣고 무리와 상의해고 선봉으로 배치되었다. 땅과 산을 위군이 오면 장악을 해버리면 점령을 못하기 때문에 관구검을 처치하려고 준비하였다. 
하지만 관구검이 남돈장악에 실패하고 수춘까지 잃고 문흠까지 패전하고 등애까지 군사를 몰고 오면서 관구검의 명령에 따라 등애군을 처치하려고 했으나 전투에 패하였다. 나중엔 등애와 친하게 지내려고 했으나 후에 등애에게 살해되었다.